# Станојло Петровић
Станојло Петровић (Свине (Петровац на Млави), 13. фебруар 1813 — Београд, 1893) био је државни секретар кнеза Милоша и, заједно са својом супругом Драгињом, велики српски добротвор и ктитор.

## Биографија
Станојло Петровић је рођен у Свину, 13. фебруара 1813. године, на дан Симеона Мироточивог. Године 1826. се уписао као кадет прве официрске школе у Пожаревцу, а четири године касније, 1830., је промовисан у потпоручника. У Пожаревцу је од 1833. године био војни комесар и био је задужен за гарду при кнежевом Конаку. Године 1839. Станојло постаје помоћник начелника пожаревачког округа.
После одласка кнеза Милоша са трона, кнез Михаило, 1840. године, капетана Станојла Петровића, због његове лојалности, проглашава својим ађутантом и унапређује га у чин мајора. Када је 1842. године кнез Михајло Обреновић протеран, његов ађутант Станојло Петровић остаје у Београду и тајно се дописује са кнезом, са циљем да се уставобранитељи оборе и Михаило се врати на престо. Преписка је ухваћена и Станојло је бачен у чувену Врачарску рупу, а затим је осуђен на 10 година затвора у Гургусовачкој кули. После две године тамновања, уз помоћ руске дипломатије, Станојло Петровић је, 17. јула 1844. године, са још неколико присталица Обреновића, помилован од стране кнеза Александра Карађорђевића.
Године 1848. кнез Александар позива добровољце који би да помогну Србима у Војводини, који су подигли револуцију. Станојло Петровић је постављен на чело пожаревачке војске, који је тада био помоћник начелника црноречког Округа. Око три хиљаде српских војника је, 15. децембра 1848. године, прешло Дунав и упутило се ка Панчеву, где их је очекивао војвода Стеван Шупљикац. Станојло војводи подноси рапорт, а Шупљикац, од радости што браћа Срби долазе у помоћ, добија срчани удар и умире.
Заједно са Книћанином на челу српских трупа улази 16. јануара 1849. године у Велики Бечкерек, који су без отпора препустили Мађари.
Резултат револуције у Угарској је проглашење аутономије Војводине српске.
Потпуковник Станојло Петровић је 30. марта 1850. године именован начелником Округа чачанског. Исте године жени се Драгињом Радовановић, ћерком трговца из Мостара, са којом добија сина Петра. Године 1854. је премештен у Крагујевац, где је такође окружни начелник. Следеће године му син умире. Две године касније (1857), због сукоба са крагујевачким војним командантом, пуковником Јованом Лукавчевићем (иначе кнежевим пашеногом), Станојло тражи премештај, те постаје начелник Округа смедеревског.
На Светог Андрију Првозваног, крајем 1858. године, у Београду је одржана народна скупштина, на којој је збачен Александар Карађорђевић, а Милош Обреновић је поново изабран за кнеза. Изабрана је делегација која ће отићи у Букурешт да Милоша и Михаила позове да се врате у Србију. За вођу делегације одређен је Станојло Петровић. Трећег јануара 1859. свечано униформисани Станојло Петровић је некадашњем и будућем кнезу Милошу уручио писмо Народне скупштине. Кнез Милош је Станојла промовисао у свог ађутанта и државног саветника, а затим га прогласио заступником министра иностраних дела.

## Добротвор и ктитор
Када је постао државни саветник, Станојло Петровић се са супругом настанио у Београду, у кући која се налазила у Крагујевачкој улици број 75 (данас Улица краља Милана, преко пута Београђанке). Био је члан Државног савета до пензионисања, 1888. године. Станојло и Драгиња Петровић су били познати као скромни и побожни људи и као издашни донатори. Били су чланови, утемељачи и добротвори 17 духовних, радничких занатлијских, певачких и гимнастичких друштава. Њихове две највеће задужбине биле су Фонд за стипендирање студената богословског факултета и црква Светог Николе на Новом гробљу у Београду, где су и сахрањени, заједно са својим сином Петром. Цркву је осликао познати сликар Стева Тодоровић. Такође, кућу у којој су живели, завештали су Српској књижевној задрузи, која и данас има књижару и просторије на првом спрату зграде која је после рушења њихове куће сазидана.

## Занимљивост
Житељи млавског места Свине су, 27. априла 1860. год. кнезу Милошу упутили молбу да се Свине преименује у Велики Милошевац. Као разлог за промену имена су навели неприличност придева „свињски“ (свештеник, учитељ, начелник). Кнез је делегацију овог места сусрео 27. маја у Ореовици, где је донео одлуку да се Свине убудуће зове Петровац (на Млави). Милан Милићевић, секретар кнеза Михаила Обреновића, сећа се да је Петровац добио име према презимену кнежевог ађутанта, државног саветника Станојла Петровића, који је рођен у овом месту. Одлука о промени имена је објављена 4. јуна 1860. године у Званичним новинама Књажества Србије.